# Señorío de Milán
El señorío de Milán (en italiano: Signoria di Milano) fue una antigua ciudad estado italiana nacida en mayo de 1259 tras la elección de Martino della Torre como señor de Milán. De 1259 a 1277 fue gobernada por la familia güelfa Della Torre hasta que, tras la batalla de Desio, Napoleón della Torre se vio obligado a ceder su cargo al arzobispo Otón Visconti. El dominio de la familia gibelina de los Visconti propició una serie de conquistas que llevaron a la familia a alcanzar el título ducal en 1395 gracias a Gian Galeazzo Visconti, el primer titular.

## El contexto histórico
Después de la conquista lombarda del territorio en 569 y de la posterior conquista por parte de Carlomagno en 774, la ciudad de Milán y su territorio más cercano pasó a formar parte del Sacro Imperio Romano Germánico.
La ciudad pasó a ser gobernada por el arzobispo de la ciudad, pasando posteriormente este poder a la nobleza. 
La institución de la moderna comuna de Milán tuvo lugar en 1117: en ese año se atestigua por primera vez la actividad de los cónsules de Milán. Durante el siglo XII, el municipio de Milán pudo extender su influencia sobre muchos señores feudales lombardos que en marzo de 1153, durante la Dieta de Constanza, se quejaron de la creciente hegemonía milanesa ante el emperador Federico Barbarroja quien, siguiendo la Dieta de Roncaglia, inició una guerra para remediar la situación. Las fricciones continuaron hasta 1162 cuando culminaron en un largo asedio que finalizó con la rendición incondicional de la ciudad y su posterior destrucción por el emperador.
La guerra desatada por el emperador llevó a varias ciudades, entre ellas Milán, a aliarse el 7 de abril de 1167 en la Liga Lombarda para oponerse a Federico. El 29 de mayo de 1176 la liga lombarda ganó la batalla de Legnano que puso fin al quinto y último descenso a Italia del emperador Barbarroja. Después de la derrota, Federico intentó resolver la cuestión italiana intentando el acercamiento diplomático. Eso se tradujo unos años más tarde en la Paz de Constanza (25 de junio de 1183), con la que el emperador reconoció a la Liga Lombarda, capitaneada por Milán, otorgando concesiones administrativas, políticas y judiciales a las comunas y poniendo fin oficialmente a su intento de hegemonizar el norte de Italia.
Durante la peste negra del siglo XIV Milán fue uno de los pocos lugares de Europa que no fue alcanzado por la epidemia, ya que el obispo ordenó emparedar las tres primeras casas a las que afectó. Los muertos, enfermos y sanos quedaron atrapados en su interior sin distinción.

### La crisis de la Comuna
Como muchas comunas italianas a partir del siglo XII, Milán también se dotó de un gobierno consular. Los cónsules en realidad constituían un gobierno oligárquico en el que solo tenían voz las familias más importantes de los milaneses; en 1130, Milán estaba gobernada por veintitrés cónsules y ya por entonces estaban representadas las familias della Torre y Visconti. Los cónsules se dividían en dos órdenes principales: el de los capitanei —en el área lombarda, los capitanei eran los principales vasallos de un obispo, en particular del de Milán—, que era la clase más noble, y la de los valvassori —aliados del gobernante elegido por los vasallos—, que ya en 1035 se había organizado en la corporación de Motta. Tras una protesta en 1198, los capitanei y los Motta se unieron a la Credenza di Sant'Ambrogio, una asamblea formada por miembros de las clases burguesas y populares. Tras la formación de la Credenza, las tres facciones comenzaron a volverse cada vez más litigiosas y comenzaron una larga serie de batallas que culminaron en 1225 con la victoria de la Credenza y la reducción decisiva del poder de los capitanei.

### El ascenso de los della Torre

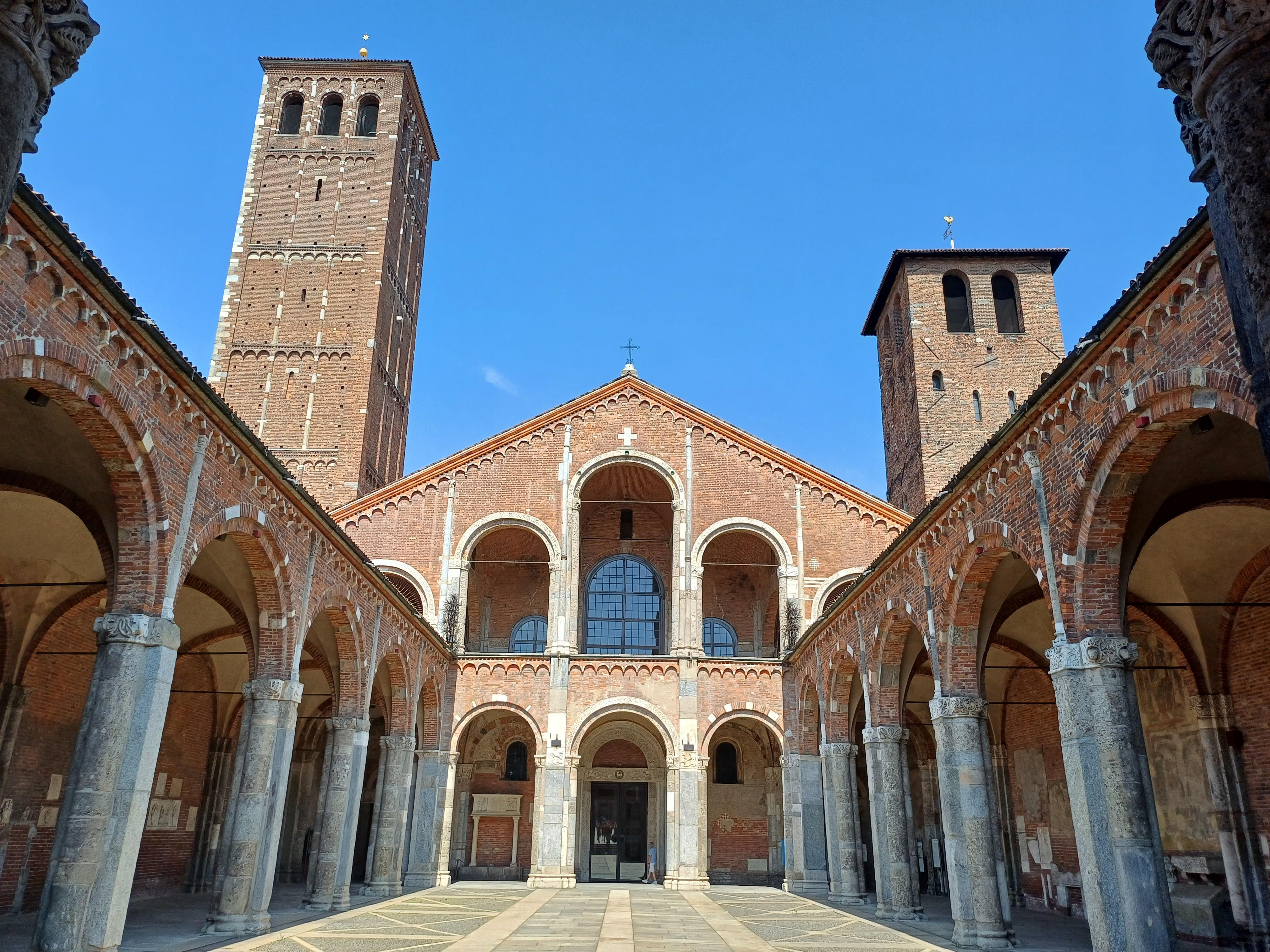
La basílica de san Ambrosio (Milán),el lugar donde se firmó la paz de 1258

Entonces en crisis en 1240 la facción noble sufrió una escisión encabezada por Pagano della Torre, quien decidió fusionarse en la Credenza di Sant'Ambrogio que lo nombró podestà. Proveniente ya de una familia importante, Pagano cobró mayor popularidad cuando en 1237 dio refugio en sus posesiones de Valsassina a lo que quedaba del ejército milanés que había sido derrotado en la batalla de Cortenuova. Della Torre gobernó la ciudad hasta su muerte el 6 de enero de 1241. En ese breve período de gobierno pudo forjar alianzas con las repúblicas marítimas de Venecia y de Génova y también amplió el catastro milanés, logrando bajar los impuestos y apaciguar el constante descontento ciudadano.
En 1246 se reanudaron los enfrentamientos entre el bando popular y el de los capitanei haciendo casi imposible la administración regular de la comuna. Tras los disturbios del 26 de mayo de 1247, el legado pontificio Gregorio da Montelongo confirió el cargo de Anziano della Credenza al sobrino de Pagano, Martino della Torre, quien reorganizó los poderes comunales. En poco tiempo se reanudaron las luchas entre la Credenza y los nobles y en 1253 se llamó a gobernar la ciudad a Manfredo II Lancia, quien al cabo de tres años decidió pasarse al partido gibelino, abandonando Milán. Con el vacío de poder se reanudó la guerra y el 5 de abril de 1257, antes de llegar a un nuevo enfrentamiento, los capitanei y los Motta, aliados contra la Credenza todavía dirigida por Martino della Torre, acordaron la tregua de Parabiago que fue sucedida por la paz de san Ambrosio el 4 de abril de 1258. Mientras tanto, también se reanudó en Como la lucha entre la clase popular, representada por los Vittani, y la clase noble, dirigida por los Rusconi. Entonces, en junio de 1258, solo tres meses después de la paz de san Ambrosio, los capitanei de Milán acudieron en ayuda de los Rusconi y esa intervención provocó la pronta reacción de la Credenza que, enviando sus tropas, llevó a la victoria a los Vittani que nombraron podestà de Como a Martino della Torre; a raíz de esos hechos se rompió el acuerdo de paz en julio. Para evitar más disturbios el 30 de marzo de 1259 en la Basilica di Santa Tecla , se propuso la elección de un líder: Martino della Torre se postuló por parte de la Credenza, Azzolino Marcellino lo hizo por la Motta y finalmente Guglielmo da Soresina por los nobles. Numéricamente ganó el candidato de la Credenza, pero la Motta se rebeló contra la elección y decidió aliarse con los capitanei, aclamando como líder a Soresina. En ese momento el impasse lo rompió el legado papal, el arzobispo de Embrun Enrique de Segusio, que invitó a Soresina y a della Torre a abandonar la ciudad para llegar a un acuerdo. Della Torre fue a Como, donde era podestà, reunió un ejército y entró en Milán y, a continuación, la Credenza lo nombró señor de Milán, estableciendo así el señorío de Milán.

## Historia

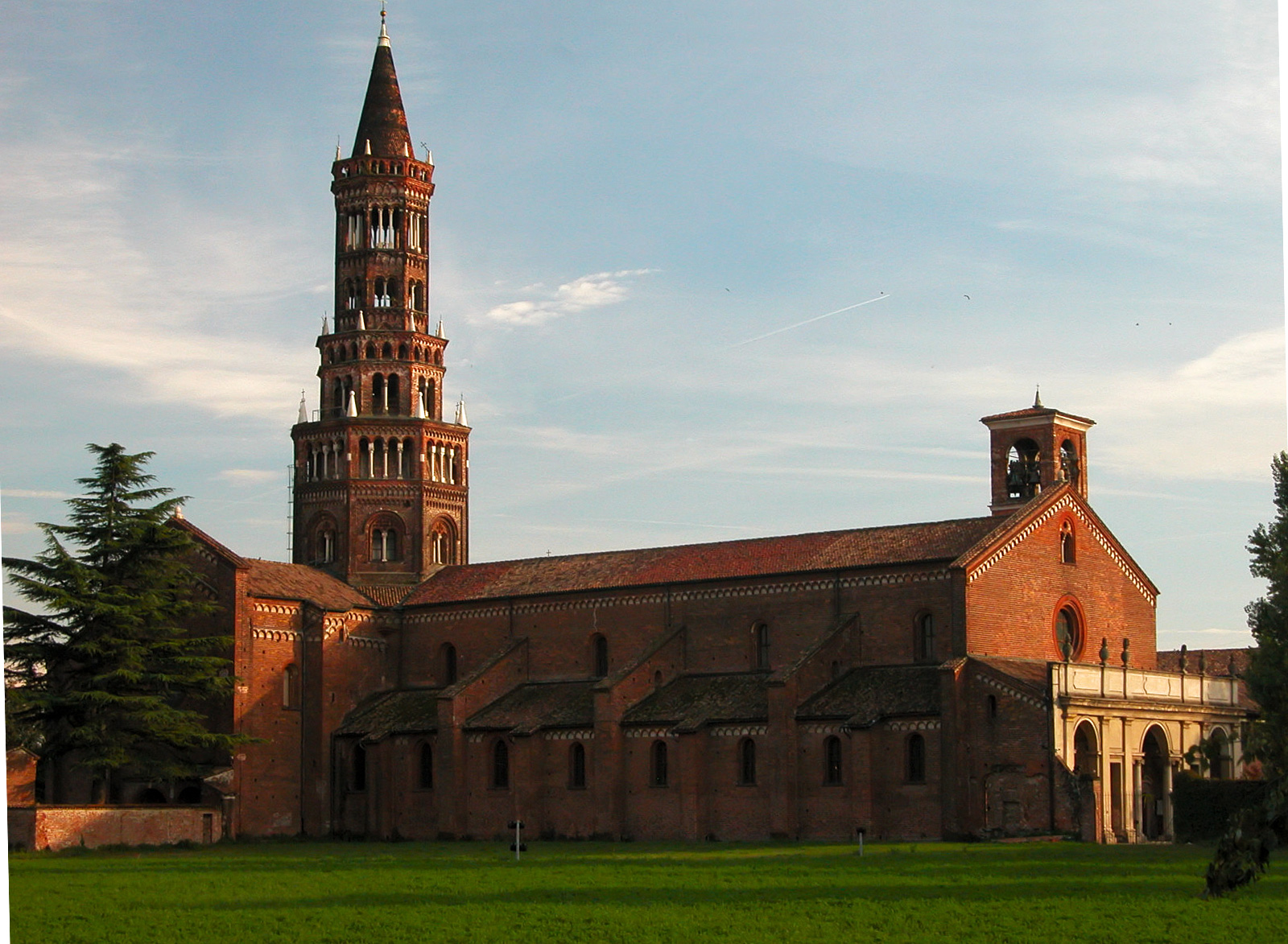
La abadía de Chiaravalle, lugar de enterramiento de Martino y Filippo della Torre, los dos primeros señores de Milán

Martino della Torre se convirtió así en el primer señor de Milán en mayo de 1259. Como primera medida decidió desterrar a da Soresina de la ciudad para no tener ninguna oposición al gobierno. Unos días después, el 17 de septiembre, decidió aliarse con el Estado Pontificio para derrotar al mayor partidario de Soresina, el gibelino Ezzelino III da Romano, asesinado el 8 de octubre de 1259 tras la batalla de Cassano d'Adda. Tras deshacerse de los enemigos, della Torre pensó en buscar nuevos aliados por lo que el 11 de noviembre Oberto Pallavicino fue nombrado capitán general de Milán para los siguientes cinco años, y ello a pesar de la excomunión papal; tras eso, al año siguiente, el papa Alejandro IV también decidió excomulgar a Martino della Torre. A pesar de la centralización de poderes, della Torre no pudo conseguir que fuera elegido obispo su primo Raimondo, descendiente directo de Pagano, que en cambio fue asignado a la diócesis de Como. Ottone Visconti tomó su lugar en el arzobispado de Milán el 22 de julio de 1262, provocando la ira del señor de Milán, lo que obligó al Visconti, con la ayuda de Pallavicino, a refugiarse en Montefiscone en el Estado Pontificio. Pocos meses después del retiro del Visconti, el 20 de noviembre de 1263, Martino della Torre murió en Lodi: a causa de la excomunión fue enterrado cerca de la abadía de Chiaravalle y no dentro de ella.
La Credenza di Sant'Ambrogio eligió a Filippo della Torre, hermano de Martino, como señor de Milán. En diciembre de 1263, Filippo anexionó la ciudad de Como al señorío de Milán gracias al apoyo de la familia local de los Vittiani, y el 11 de diciembre de 1264, tras la expiración de su mandato, Oberto Pallavicino fue expulsado de Milán, convirtiéndose de hecho en enemigo de los della. Torre. En 1265, Della Torre ofreció ayuda militar al Estado Pontificio a cambio de la elección de su primo Raimondo y la deposición de Ottone Visconti, pero la propuesta fue nuevamente rechazada por el papa Clemente IV, recientemente instalado en el trono papal. El 24 de septiembre de 1265 murió Filippo della Torre, dejando sin resolver los conflictos con la iglesia. Aun así Filippo Visconti logró formar un frente unido de los guelfos encabezado por Milán y seguido por las ciudades de Bérgamo, Como, Lecco, Lodi, Monza, Novara, Varese y Vercelli y Brescia, gracias también a alianzas y vínculos paternos con la poderosa familia Maggi.

### Napoleón de la Torre
En 1265, tras la muerte de Filippo, el señorío de Milán pasó a Napoleón della Torre, hijo de Pagano, a quien se unieron los hermanos Francesco y Paganino. Francesco fue nombrado señor de Seprio, mientras que Paganino se convirtió en podestà de Vercelli. La venganza de Oberto Pallavicino no se hizo esperar y el 29 de enero de 1266 Paganino fue asesinado por una banda de nobles milaneses proscritos ayudados por unos pavesés empleados de Pallavicino. Tras el asesinato de su hermano, Napo della Torre hizo decapitar a los trece nobles conspiradores y también dio la orden de decapitar a doce nobles encarcelados en la prisión milanesa tras la batalla de Tabiago y a otros veintiocho nobles encarcelados en las prisiones de Trezzo. Para evitar otras intrusiones por parte del ahora antiguo aliado Oberto Pallavicino el 23 de marzo de 1266 Napo decidió convocar a los representantes de las ciudades de la liga lombarda. Habiendo resuelto el problema de Pallavicino, Napo también tuvo que hacer frente a la disputa de larga data sobre el arzobispado de Milán que había comenzado en 1259. Presionado por el papa, el 7 de diciembre de 1266 Milán decidió aceptar el nombramiento de Otón Visconti, y después de eso los milaneses fueron absueltos de excomunión, pero por precaución Otón permaneció todavía en Viterbo.
De 1267 a 1274 se instauró el señorío de los della Torre; el 4 de abril de 1267 Napo y su hermano Francesco asumieron formalmente la tarea de dirigir la liga de los güelfos, y durante los años siguientes Napo y su hermano Francesco lograron gobernar el señorío con relativa tranquilidad. En ese período hubo una mejora en las relaciones con los franceses, quienes establecieron mejores acuerdos con Milán en cuanto al comercio de lana. En abril de 1270, Milán hizo la guerra a Lodi, que caería 3 meses después bajo el asedio de Napo, que se convirtió en señor de la ciudad. En 1271, debido a las continuas guerras y al aumento de los impuestos, se sucedieron innumerables revueltas: primero Brescia y luego Lodi abandonaron la Liga güelfa y se pasaron a los gibelinos, pero esta última fue reconquistada por Napoleón. Después de Lodi también Como se sublevó e incluso en Milán empezaron a surgir oposiciones. Posteriormente, también se levantaron Crema, Cremona y Novara. En 1272 se convocó el concilio del ottocento que finalmente reconoció oficialmente a Napoleón como señor de Milán, sancionando así el nacimiento oficial del señorío. Napoleón recibió el vicariato imperial el 23 de octubre de 1273 por el recién nombrado emperador Rodolfo I de Habsburgo. Después de haber dirigido de nuevo las tropas contra Pavía el 6 de junio de 1274 Napoleón estipuló un tratado de paz con Pavía y Novara.

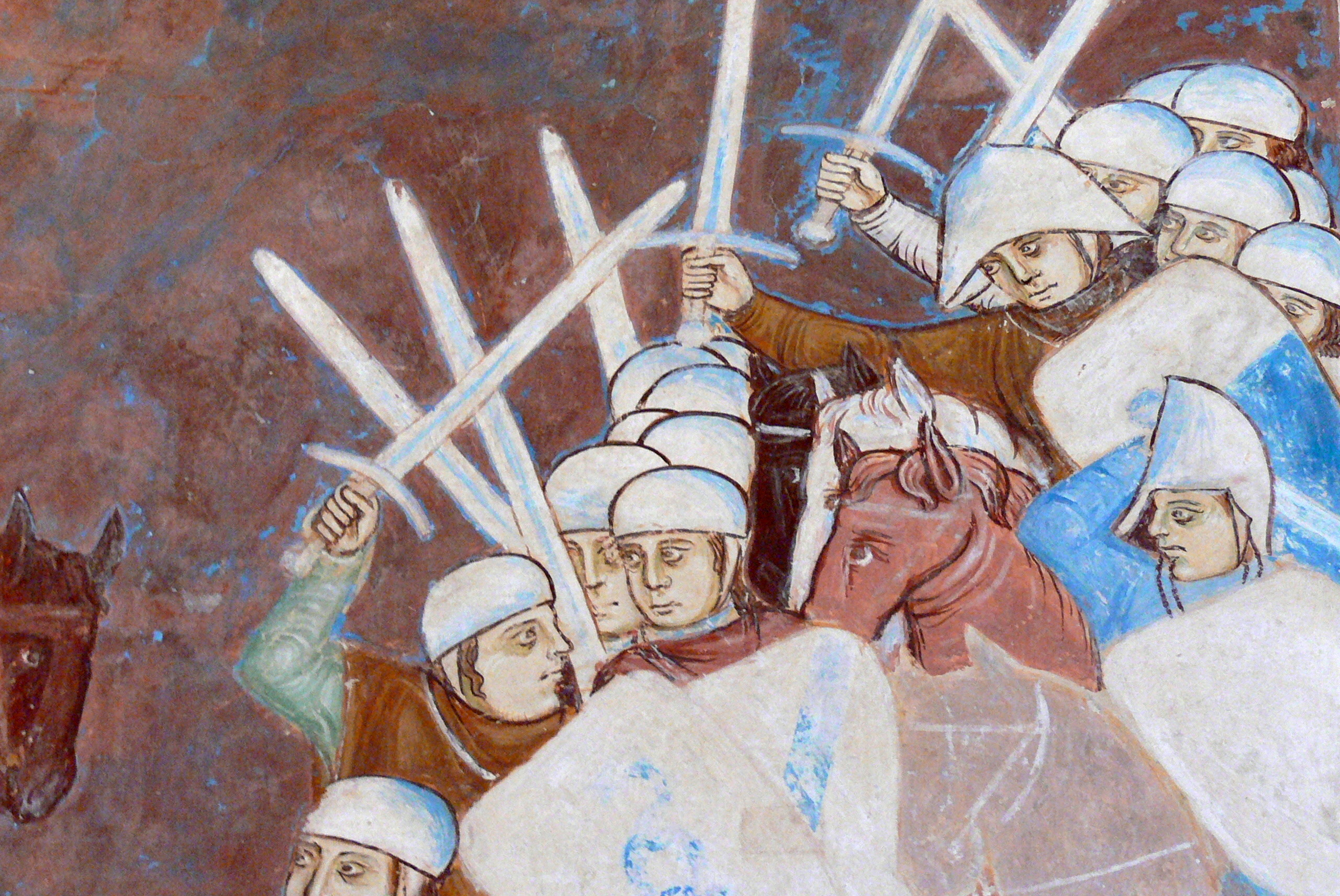
Fresco en la rocca di Angera que representa la batalla de Desio en la que la familia Della Torre perdió su dominio sobre los milaneses

La rivalidad con Otón aumentó y Napoleón decidió enviar 6000 hombres para defender la ciudad. De hecho, en ese período hay episodios de guerra de guerrillas por parte de Pavía y de las facciones gibelinas, por lo que fueron contratados mercenarios, y asistidos por el ejército del emperador Rodolfo, lograron derrotar al ejército de Pavía y matar a su comandante Goffredo di Langosco. También lograron hacer varios prisioneros entre ellos Teobaldo Visconti, sobrino del arzobispo Otón y padre de Matteo Visconti. Otón decidió entonces ocupar Castelseprio, pero fue puesto en fuga por Napo. Después de ganar la importante batalla de la Guazzera en 1276, cerca de Ranco en la zona de Varese, y posteriormente de perder la batalla de Germignaga, luchó por la posesión de la rocca di Angera, que sin embargo quedó en manos de los Torriani.
Fue derrotado y capturado en la batalla de Desio el 21 de enero de 1277 por el arzobispo Otón Visconti. Murió al año siguiente en cautiverio en el castillo de Baradello cerca de Como. Su hermano Francesco murió en la misma batalla. Su hijo Corrado llamado "Mosca" y Guido, el hijo de Francesco, también fueron hechos prisioneros, pero lograron escapar del castillo en 1284. Con la llegada de los Visconti a Milán, las posesiones de los della Torre fueron saqueadas. A partir de ese momento, la familia Della Torre organizó una guerra de guerrillas implacable contra los Visconti, ayudada por Friul y las ciudades del valle del Po leales a ellos.
Bajo el gobierno de Napoleón della Torre, Milán se modernizó mediante un extenso programa de obras públicas que la transformó radicalmente, convirtiéndola en la verdadera metrópolis del norte de Italia. Comenzó la construcción de una iglesia donde ahora se encuentra la iglesia de San Bernardino alle Ossa y dos años más tarde también comenzó la construcción de la iglesia de Santi Simone e Giuda. El 20 de mayo de 1271, Napoleón ordenó pavimentar las principales calles, comenzando por las de Porta Nuova y Porta Orientale, y en el mismo año completó el tramo de vía fluvial del Naviglio Grande entre Milán y Abbiategrasso. En mayo de 1272 decidió construir una torre en el nuevo broletto de Milano.

### Otón Visconti
En 1277 Otón Visconti reorganizó las asambleas estatales y elaboró una lista con las 200 familias nobiliarias admitidas en la ciudad. Otón se vio obligado a enfrentarse a la familia della Torre en Lodi y Guillermo VII de Montferrato acudió en su ayuda y fue nombrado capitán general a propuesta de Otón durante 10 años. El 11 de mayo de 1278 Cassono della Torre tomó posesión de Lodi con la ayuda de las tropas imperiales y el patriarca de Aquileia Raimondo della Torre y el 13 de julio las tropas torrianas dirigidas por Cassono lograron derrotar a los Visconti entrando en el pueblo de Porta Ticinese. Mientras tanto, los objetivos expansionistas de Guillermo obligaron a Otón a relevarlo de su cargo el 15 de septiembre de 1278, Cassono sin embargo atacó a los Visconti en Gorgonzola y debido a la gran derrota Otón nuevamente pidió ayuda a Guillermo, y en noviembre de ese mismo año le confirió el cargo de señor perpetuo de Milán que había solicitado previamente. El 25 de mayo de 1281, en la batalla de Vaprio d'Adda entre los Torriani y los Visconti, el ejército torriani fue derrotado. El patriarca Raimondo regresó al Friul y Lodi obtuvo la paz con Milán a condición de que todos los milaneses güelfos exiliados fuesen expulsados. En diciembre del mismo año Guillermo VII de Montferrato fue expulsado de Milán y Otón se aseguró su sucesión adoptando a Guido da Castiglione. En marzo de 1285 Goffredo della Torre, después de haber reunido mercenarios en Bérgamo y Como, entró en territorio milanés y tomó posesión de Castelseprio que será destruida por los Visconti dos años después.

### Matteo Visconti
En diciembre de 1287, Matteo I Visconti fue nombrado capitano del popolo e inmediatamente revisó los estatutos comunales, luego fue nombrado señor de Milán en 1291. En septiembre de 1290, el marqués Guillermo VII de Montferrato marchó hacia Milán con los della Torre. Al llegar a Morimondo, enfrentado al ejército de Otón Visconti se retiró, escapando a Alessandria donde fue capturado y encerrado en una jaula, donde permanecerá durante un año y medio hasta su muerte en 1292. El 2 de mayo de 1294 Matteo fue nombrado vicario imperial para la Lombardía e hizo la guerra en Lodi y Crema. En 1297 Matteo hizo construir el castillo de Novara y la capilla viscontea en la basílica de Sant'Eustorgio y el campanile que se completará en 1309 y que será equipado con el primer reloj público de Milán.
En mayo de 1301 los Visconti propusieron el nombramiento de su hijo Galeazzo como capitano del popolo, pero sus parientes Albertone Visconti, Landolfo Borri, Corrado da Soresina y Pietro Visconti conspiraron contra él sin éxito. Luego Matteo fue llamado a Bérgamo para reconciliar a las familias locales y se convertirá en capitano del popolo durante 5 años y en el mismo Bérgamo el 6 de julio de 1301 Juan I de Montferrato junto con los della Torre y las ciudades de Novara, Vercelli, Pavía, Como y Cremona fueron definitivamente derrotados. En abril de 1302 reaparecieron en Lodi los della Torre, Mosca, Erecco y Martino hijo de Cassone junto a la liga antiviscontea con Cremona, Pavia, Piacenza, Novara, Vercelli, Lodi, Crema y el marquesado de Montferrato, bajo la dirección de Alberto Scotti. Después de la captura en junio de 1302 de Pietro Visconti en Bisentrate, los ánimos de los parientes también se reanimaron y reunieron un ejército de 10 000 hombres. El 13 de junio, el palacio de los Visconti fue saqueado y destruido por los della Torre y los parientes opositores. Matteo recurrió a la intermediación de Venecia para negociar la paz, pero con la paz de Pioltello los Torriani le obligaron a abandonar el gobierno de Milán.

### El retorno de los della Torre
El poder de la familia Della Torre volvió a la ciudad, pero la población se opuso, mientras Mateo Visconti se refugiaba en Nogarola como huésped de los Scaligeri. Los Visconti no se desanimaron y en mayo de 1303 ocuparon Bellinzona,luego Varese y al año siguiente estaban en Brescia y luego en Martinengo. Mientras tanto, la familia della Torre había entrado en conflicto con Alberto Scotti a quien, sin embargo, lograron derrotar en 1304. El 17 de diciembre de 1307 Guido della Torre fue nombrado capitano del popolo para un año y luego fue nombrado capitano perpetuo el 22 de septiembre de 1308. En 1309 se iniciaron las primeras discordias entre Guido y el arzobispo Cassono della Torre que estaba exiliado: Cassono después de haber excomulgado a Guido, se alió al año siguiente con Mateo I Visconti. Ante esta situación intervinó el emperador Enrique VII de Luxemburgo y depuso a Guido della Torre, siendo nombrado rey de Italia por Casonno en la basílica de Sant'Ambrogio.
El 12 de febrero de 1311 el emperador reunió un buen ejército debido a los disturbios milaneses, los Viscontis dispuestos a atacarlos les dieron la bienvenida con tranquilidad, mientras que los Della Torre, seguros del apoyo de los Visconti, incitaron a una revuelta, pero fueron derrotados por las tropas reales. Galeazzo decidió entonces confirmar su lealtad al emperador y recuperó el control del señorío.

### El dominio de los Visconti
El dominio de la ciudad volvió definitivamente a manos de Visconti solo el 20 de septiembre de 1313, cuando Matteo Visconti fue nuevamente nombrado señor de Milán de por vida. Los torriani, aliados de Pavía, reanudaron la lucha contra los Visconti y el 24 de septiembre fueron derrotados en Rho. Los Della Torre obtuvieron el apoyo papal, tanto que el 28 de mayo de 1317 el papa consideró ilegítimo al señorío de Mateo, pero el poder de los Visconti siguió aumentando con el nombramiento de Giovanni Visconti como arzobispo de Milán, no aceptado, sin embargo, por el papa Juan XXII que nombra a Aicardo Antimiani de Novara. Se establecen nuevas relaciones comerciales con la República de Venecia y con Francia. El 4 de enero de 1318 Matteo fue excomulgado y la misma pena fue posteriormente impuesta a  Cangrande I della Scala y Rinaldo dei Bonacolsi, señores gibelinos de Verona y Mantua. Las relaciones con el papado siguieron siendo tensas y, tras no presentarse en la corte papal de Aviñón el 16 de diciembre de 1321, el papa ordenó al arzobispo exiliado de Milán, Aicardo di Camodegia, abrir un nuevo juicio por herejía contra Matteo Visconti, su hijo Galeazzo. y muchos familiares en ese momento ya muertos como Otón Visconti. El 30 de marzo de 1322 los milaneses fueron alcanzados por la inquisición y perdieron bienes y derechos. Mateo I Visconti,  entonces ya anciano, con 74 años, se retiró a Crescenzago donde falleció el 24 de junio de 1322, dejando el gobierno a su hijo Galeazzo que fue nombrado señor de Milán el 10 de julio.
Durante su señorío, Matteo también se dedicó a la construcción de obras públicas: en 1316 se decidió la construcción de la Loggia degli Osii en la plaza de los Mercaderes para el jefe de la Sociedad de justicia Scoto de San Geminiano y al año siguiente construyó la iglesia de Santa María de los Siervos.

#### Galeazzo Visconti

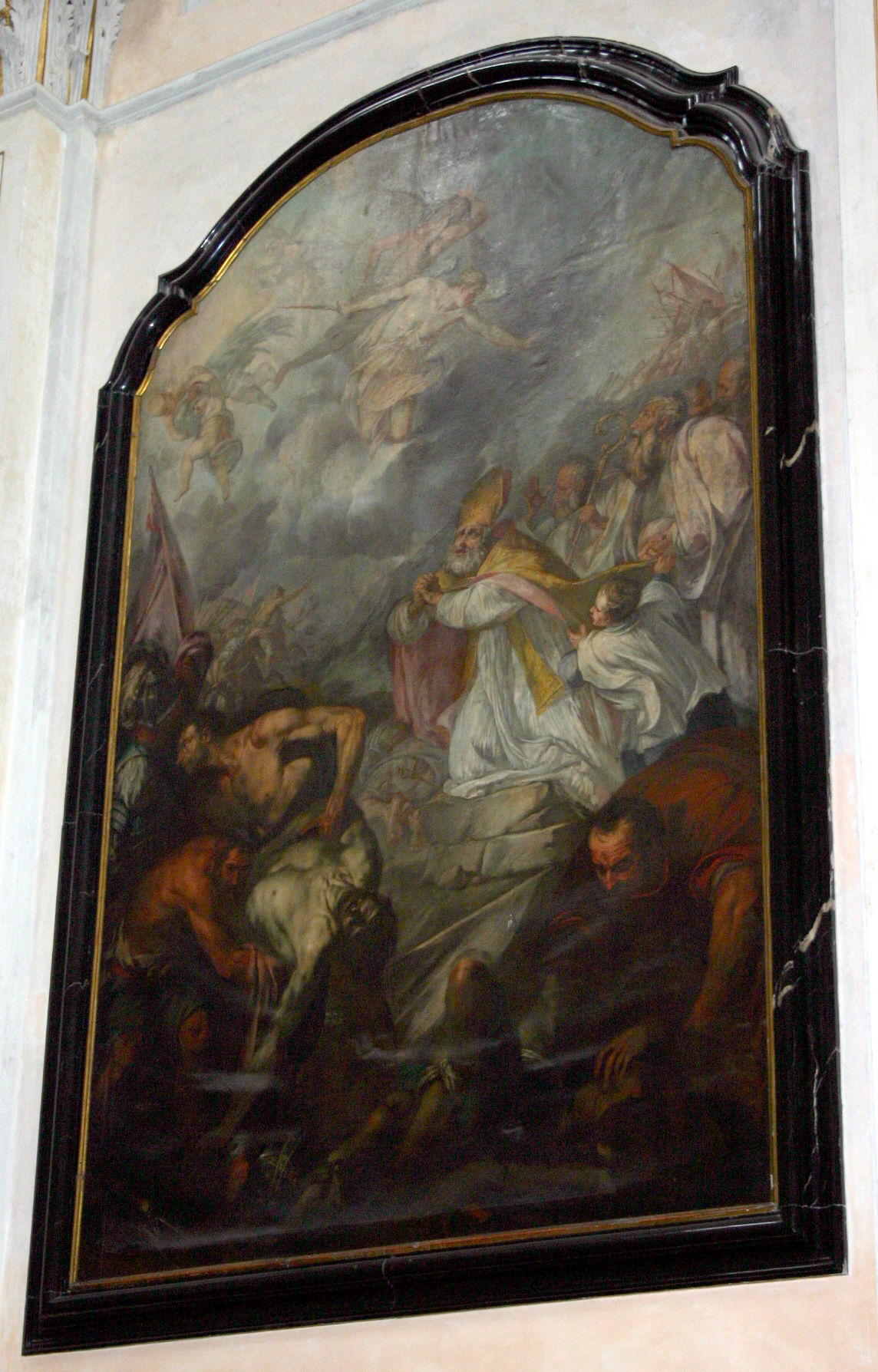
Sant'Ambrogio aparece en la batalla de Parabiago

La situación en Milán, sin embargo, sigue siendo turbulenta y el 8 de noviembre Galeazzo se vio obligado a abandonar Milán y refugiarse en Lodi tras unos encontronazos con Lodrisio Visconti, Francesco da Garbagnate y aquellos milaneses que buscaban un acuerdo con el papa. El gobierno de Milán fue confiado al capitán borgoñón Giovanni di Chatillon, vicario de Federico el Hermoso que permaneció en Lombardía después de la derrota de su señor. Por temor al regreso de la familia della Torre, el 12 de diciembre se llamó a Galeazzo para que dirigiera la ciudad, entonces sumida en el caos y el saqueo. El papa hizo la guerra a Milán junto con la familia della Torre, logrando tomar Monza y declarando hereje a Galeazzo. En 1323 agotadas las tropas papales, se dirigieron a Monza que fue sitiada el 8 de agosto por Marco Visconti. En febrero de 1324 el ejército papal fue derrotado por los milaneses en Vaprio d'Adda. Simone della Torre murió y el comandante Raimondo da Cardona fue capturado, siendo después liberado para poder discutir un tratado de paz con el pontífice en Piacenza. En 1325 Galeazzo se dedicó a la construcción del castillo de Monza.
La obra de unificación fue completada por Azzone Visconti, hijo de Galeazzo y nieto de Matteo, quien trabajó para sentar las bases de una estructura que coordinara políticamente sus dominios y centralizara el poder en manos de la dinastía. En el año 1327, con la muerte de su padre, quedó como único heredero y en oposición al papa, compró el título de vicario de Milán al emperador Luis IV de Baviera. En 1332, sus tíos  Luchino y Giovanni Visconti, hijos de Matteo, se unieron al gobierno del nuevo vicario en una especie de triunvirato. Otro de sus tíos, Lodrisio, que había sido excluido, organizó en vano una serie de conspiraciones para derrocar a los tres; cuando todos sus cómplices fueron arrestados por Azzone el 23 de noviembre de 1332 y encerrados en las prisiones de Monza (llamadas i forni, 'los hornos'). Lodrisio se vio obligado a huir a Verona, donde, como invitado de Mastino II della Scala, tejió una serie de alianzas, entre las que figuraban los propios Scaligeri y el señor de Novara Calcino Tornielli, enemigo del arzobispo Giovanni. La batalla decisiva se produjo el 21 de febrero de 1339 en la batalla de Parabiago, ganada por los triumviri.

### El triunvirato
El 11 de octubre de 1354 tras la muerte del arzobispo Giovanni Visconti, el señorío de Milán se repartió entre sus únicos sobrinos supervivientes, hijos del fallecido Stefano, Mateo II, Galeazzo II y Bernabò. Además, en ese período descendió en Italia el futuro emperador Carlos IV acompañado por un pequeño ejército para ser coronado en Roma. Consintió  en ser coronado en la basílica de San Ambrosio  el 6 de enero de 1355 como rey de Italia por el recién nombrado arzobispo de Milán Roberto Visconti. El emperador bajó a Roma y fue coronado emperador el 5 de abril de 1355 y entre el 8 y el 15 de mayo Carlos IV envió a los Visconti los nuevos diplomas del vicariato imperial, que repartían los territorios entre los tres hermanos ya que los anteriores habían sido expedidos por el emperador antes de la coronación en Roma. Mientras tanto, el 17 de abril de 1355, poco antes de la expiración de la tregua entre la Liga y los Visconti, Giovanni Visconti da Oleggio se rebeló contra los Visconti entrando en Bolonia y el 20 de abril se hizo proclamar podestà. En agosto, tras la pérdida de Bolonia, Bernabò decidió intervenir y retomar la ciudad sin conseguirlo. El triunvirato duró poco; de hecho, el 26 de septiembre de 1355 Mateo II murió repentinamente en su castillo en Saronno, probablemente por instigación de sus dos hermanos. El señorío se dividió nuevamente entre Galeazzo II y Bernabò, quienes obtuvieron respectivamente las partes occidental y oriental del señorío, mientras que a los hijos de mateo no se les reconoció ningún derecho de sucesión.

### La guerra con el marqués de Montferrato
Contemporaneamente con el final del triunvirato, el 30 de octubre de 1355 nació una nueva liga contra Milán dirigida por el marqués de Montferrato, que declaró la guerra a Milán el 15 de diciembre. 1355 fue el año en que el marqués Juan II de Montferrato había aumentado su poder, gracias a que por el servicio de protección prestado al emperador durante su descenso a Roma había obtenido el vicariato imperial de Pavía el 3 de junio, compartiéndolo con el primo Otón IV de Brunswick-Grubenhagen.
La guerra comenzó el 23 de enero de 1356 con la ocupación de  Asti, pero en poco tiempo el marqués de Montferrato también conquistó Alba, el 4 de febrero, y el 15 Cuneo, y también tomó a los Visconti Mondovì y Chieri. El 10 de febrero, el podestà de Bolonia Giovanni Visconti da Oleggio también acudió en ayuda del marqués, que solo dos meses antes había acordado con Bernabò compartir el poder sobre Bolonia. La respuesta de los Visconti no se hizo esperar y en abril Galeazzo, con la ayuda de Pandolfo Malatesta,  sitió Pavía y atacó el Montferrato. El asedio, sin embargo, no tuvo éxito y el 28 de mayo, tras un ataque sorpresa dirigido por fray Iacopo Bussolari, el ejército de Galeazzo II sufrió una grave derrota. Pronto los Visconti se vieron obligados a buscar aliados y el 27 de junio formaron una liga con  Giacomo di Savoia-Acaia quien, sin embargo, pidió a los dos señores de Milán que intervinieran también contra el marqués Tommaso II de Saluzzo. Los territorios de Mondovì, Morozzo, Cuneo y Cherasco  sustraídos de los Visconti fueron adquiridos en junio de 1356, Felipe II de Anjou, vicario en Piamonte de la reina de Nápoles Juana I. La guerra continuaba y en agosto Bernabò decidió sitiar Castelleone, donde sin embargo fue derrotado. Los problemas aumentaron cuando el 4 de octubre el vicario imperial  Marquardo di Randeck acusó a Galeazzo y a Bernabò Visconti de ofender al emperador, y luego decidió marchar sobre Milán. El 9 de noviembre de 1356 también se perdió Novara, pero cuatro días después, en la batalla de Casorate Primo, las tropas imperiales dirigidas por Marquardo di Randeck sufrieron una derrota por parte del ejército milanés y el vicario fue hecho prisionero. Durante la batalla las tropas de Bernabò fueron comandadas por  Lodrisio Visconti, mientras que las de Galeazzo por el confiado Pandolfo II Malatesta. Mientras tanto, Génova se levantó y restauró al dogo Simone Boccanegra. En primavera Bernabò fue autorizado por el papa para conquistar Bolonia, y además intentó tomar Reggio y Mantua sin éxito. Otro problema para los Visconti lo provocó el conde Lando, aliado de la liga antiviscontea y jefe de la Gran Compañía, que en noviembre de 1357 comenzó a saquear los alrededores de Milán. Finalmente, el 6 de abril de 1358 se inauguró en Milán una conferencia de paz en la que participaron todos los estados italianos, incluidos la República de Venecia y el Condado de Saboya. Después de dos meses de trabajo, el 8 de junio de 1358 se firmó  la paz en Milán en San Ambrosio. Tras el acuerdo de  Novara y Alba volvieron a los Visconti mientras que Asti y Pavía se quedaron con el marqués de Montferrato.
Desde la congregación inicial de ciudades sometidas al dominio de un solo señor, Giovanni y Luchino, pero sobre todo  Gian Galeazzo y Bernabò, pasando por una intensa actividad de consolidación de su supremacía implementada con la reducción de las autonomías locales y la atracción a su órbita de múltiples pequeños señoríos rurales crearon una especie de estructura estatal. Con Giovanni Visconti, a mediados del siglo XIV, se produjo la primera gran expansión de las posesiones de la familia con la victoria sobre los señores de Verona (los Scaligeri) e incluso con la sumisión de Génova y de Bolonia, gracias a estas extensiones Gian Galeazzo logró obtener el título de duque del emperador Wenceslao de Luxemburgo en 1395, poniendo así fin al señorío y comenzando el ducado.

## Economía
En el siglo XIII Milán era una de las pocas ciudades europeas en tener más de 150.000 habitantes, el artesanado estaba en pleno desarrollo, especialmente la del procesamiento de metales para la producción de armas, y los tejidos, la agricultura y la ganadería florecían y el tráfico era intenso, también gracias a la construcción del Naviglio Grande, que favorecía el comercio e irrigaba sabiamente el campo. El comienzo de la construcción del Duomo de Milán por Gian Galeazzo Visconti en 1387 manifestó de la manera más tangible la afirmación de la prosperidad de la ciudad y del señorío de los Visconti. Descripciones extensas de las actividades de Milán son evidentes en De magnalibus urbis Mediolani, obra de Bonvesin de la Riva.

## Lista de gobernantes del señorío de Milán

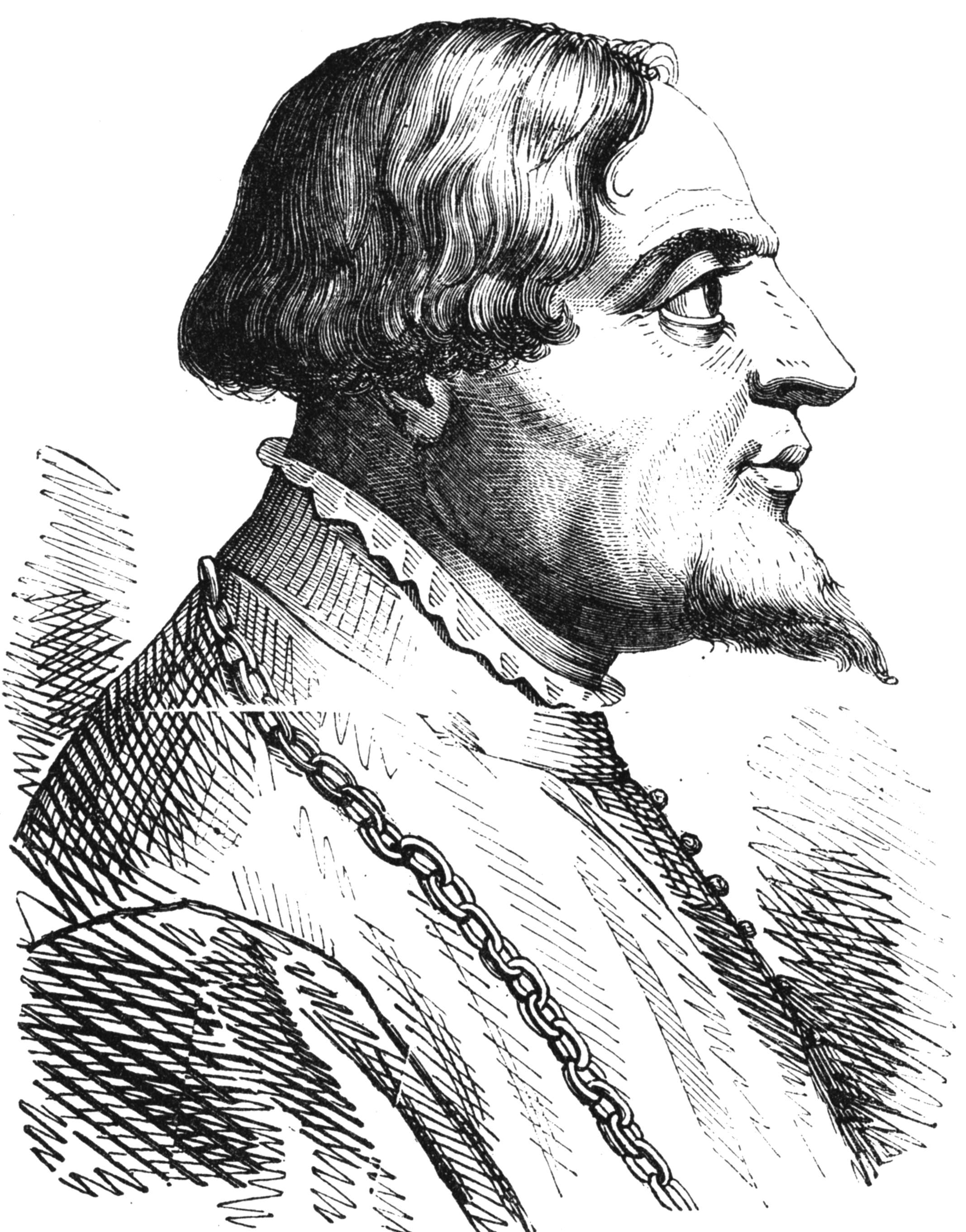
Gian Galeazzo Visconti, último señor y primer duque de Milán.

| Nombre                                                                                         | Mandato   | Notas      |
| ---------------------------------------------------------------------------------------------- | --------- | ---------- |
| Señores de Milán, casas de della Torre (también conocida como Torriani) y Visconti (1197–1395) |           |            |
| Pagano I della Torre                                                                           | 1197–1241 |            |
| Pagano II della Torre                                                                          | 1247–1257 |            |
| Manfredo Lancia                                                                                | 1253–1256 |            |
| Martín della Torre                                                                             | 1257–1259 |            |
| Oberto Pelavicino                                                                              | 1259–1264 |            |
| Felipe della Torre                                                                             | 1263–1265 |            |
| Napoleón della Torre                                                                           | 1265–1277 |            |
| Otón Visconti, Arzobispo de Milán                                                              | 1277–1294 |            |
| Mateo I Visconti                                                                               | 1294–1302 |            |
| Guido della Torre                                                                              | 1302–1311 |            |
| Mateo I Visconti                                                                               | 1311–1322 | (repuesto) |
| Galeazzo I Visconti                                                                            | 1322–1327 |            |
| Azzone Visconti                                                                                | 1329–1339 |            |
| Luchino Visconti                                                                               | 1339–1349 |            |
| Giovanni Visconti, Arzobispo de Milán                                                          | 1349–1354 |            |
| Mateo II Visconti                                                                              | 1349–1355 |            |
| Galeazzo II Visconti                                                                           | 1349–1378 |            |
| Bernabé Visconti                                                                               | 1349–1385 |            |
| Gian Galeazzo Visconti                                                                         | 1378–1395 |            |

## Escudos

1259-1274
1274-1277
1277-1395